# Böttcherstraße 3 (Stralsund)
Das Gebäude mit der postalischen Adresse Böttcherstraße 3 ist ein denkmalgeschütztes Bauwerk in der Böttcherstraße in Stralsund.

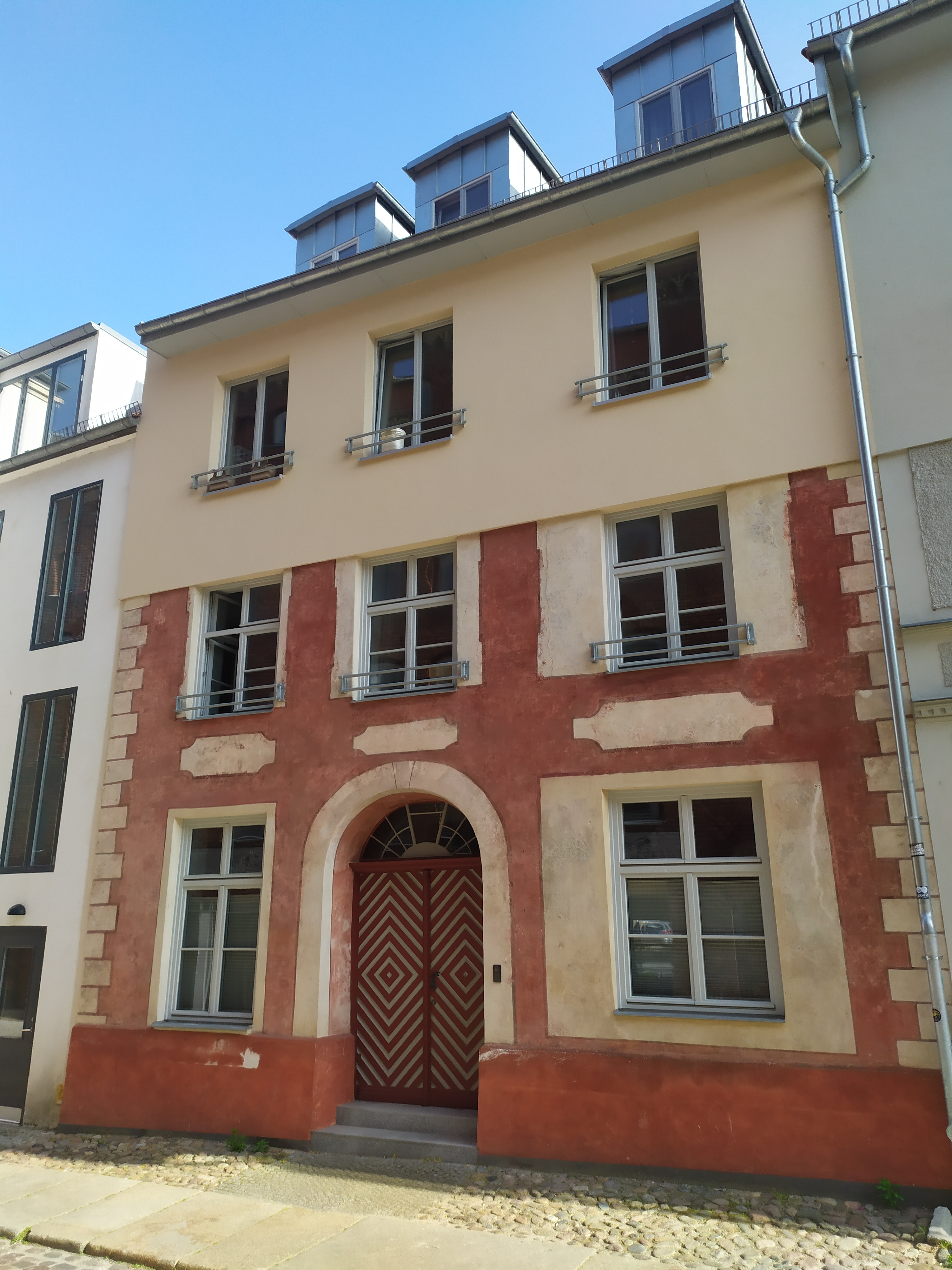
Das Haus Böttcherstraße 3 in Stralsund (2023)

Der zweigeschossige und dreiachsige, traufständige Putzbau wurde in der ersten Hälfte des 18. Jahrhunderts eingeschossig errichtet; Ende des 19. Jahrhunderts wurde ein Geschoss aufgesetzt.
Die Fassade ist im Stil der Barockzeit gestaltet. Die zweiflügelige Haustür mit Rautenmuster stammt aus der Erbauungszeit.
Das Haus liegt im Kerngebiet des von der UNESCO als Weltkulturerbe anerkannten Stadtgebietes des Kulturgutes „Historische Altstädte Stralsund und Wismar“. In die Liste der Baudenkmale in Stralsund ist es mit der Nr. 114 eingetragen.
In dem Haus eröffneten Hans und Martha Zerbst im Jahr 1929 eine Kolonialwarenhandlung, aus dem später ein Lebensmittelhandel wurde, der erst Mitte der 1990er Jahre geschlossen wurde. Vom Haus waren Stand 2017 nur noch die Straßenfront mit der Haustür und die Seitenmauern erhalten, später wurde das gesamte Haus wieder aufgebaut.